# Stade de l'Aube
Lo Stade de l'Aube è un impianto sportivo polivalente di Troyes, in Francia. Ospita le partite casalinghe della locale squadra di calcio del Troyes.

## Storia
Costruito nel 1924 dall'industriale Marcel Vitoux su un sito denominato "Labourat", venne ristrutturato una prima volta nel 1956, dopodiché nel 1961 fu acquistato dalla città di Troyes, che nel 1967 ricostruì la tribuna d'onore.
Tra il 1998 e il 1999 venne effettuata una seconda ristrutturazione dell'impianto, comprendente la costruzione della tribuna Sud (2854 posti), la demolizione della tribuna Marathon, la costruzione al suo posto della tribuna Est (6630 posti) ed infine la costruzione della tribuna Nord (3860 posti), aumentando quindi la capienza totale dello stadio a 18000 posti.
La terza ed ultima ristrutturazione è stata effettuata tra il 2002 e il 2004, in cui venne demolita e ricostruita nuovamente la tribuna d'onore, portando la capienza dell'impianto a 20400 posti. Al termine dei lavori, lo stadio rinnovato venne inaugurato l'8 ottobre 2004 con un incontro di calcio tra la Francia under 21 e l'Irlanda under 21.
Nel giugno 2013 lo Stade de l'Aube è stato il primo stadio ad impiegare per il proprio terreno di gioco l'AirFibr, una innovativa tecnologia di erba ibrida sviluppata da Natural Grass.